# 埃及人
埃及人（埃及阿拉伯语：صريين ；国际音标：[mɑsˤɾejji° N]；阿拉伯语：مصريون miṣriyūn；科普特語：ⲣⲉⲙⲛ̀ⲭⲏⲙⲓ）是由地中海人种和北非人组成的混合族群。主要使用埃及阿拉伯语，因而也可依照阿拉伯民族主义的观点视为阿拉伯人的一支。
截止2010年1月，埃及人口數約為8155萬人（含220萬海外工作人員），人口增長率比去年同期下降了4％，達到1.97%。
主要人種：東方哈姆族（埃及阿拉伯人、科普特人、貝都因人、柏柏爾人）占99％，努比亞人、希臘人、亞美尼亞人、意大利人後裔和法國人後裔、土耳其人後裔占1%。

## 宗教
埃及約90%的人口信仰伊斯蘭教逊尼派，約10%的人口信仰基督宗教的科普特正教、科普特天主教和希腊正教等教派。科普特正教为东方礼基督教中的一个独立教派，埃及科普特人多属于此教派。

## 语言
埃及官方语言为阿拉伯语，大多数国民亦视作母语；科普特语（由古埃及语演变而来）在埃及的科普特人基督教堂中使用。另外，英语及法语在大城市及旅游區通用。

## 文化
埃及文化拥有五千年有记载的历史。古埃及文明历史悠久，古埃及人有着复杂而稳定的文化体系，深刻影响了后来欧洲、近東及非洲的文化。此后，埃及人又受到了希腊化、基督教及伊斯兰文化的影响，也受到现代西方文化的影响。

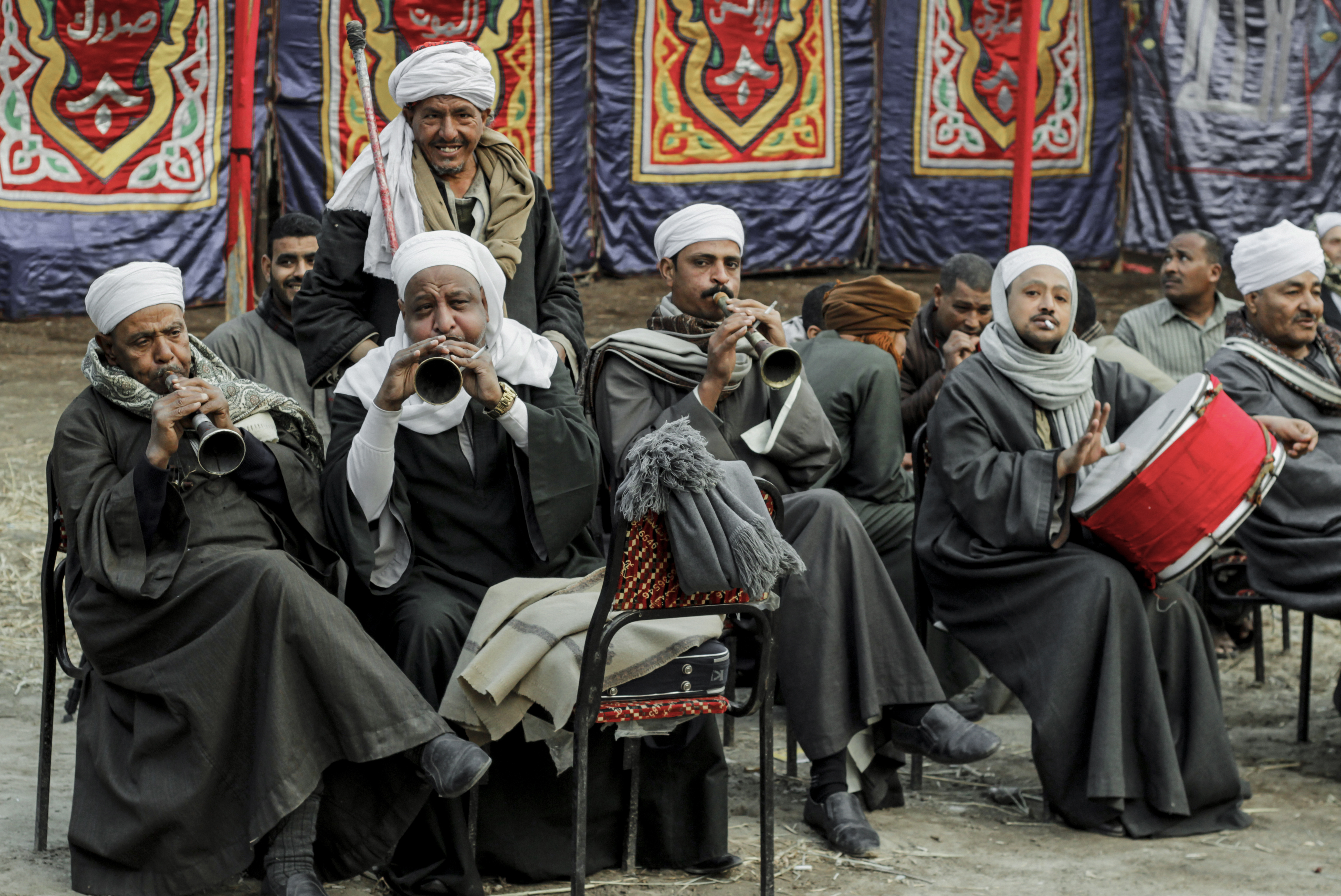
上埃及乐师

尽管历经多次征服浪潮与宗教变革，埃及文化在信仰、习俗与日常实践上，有着源远流长的传承。许多当代的文化传统（尤其在乡村地区）仍保留着源于古埃及时代的形式与内涵，例如丧葬仪式、哀悼的姿态，以及一些日常习俗，例如制作面包与啤酒（日光发酵面包、布扎啤酒），食物保存技法也可追溯至数千年前。埃及人的现代生活，包括家庭活动、饮食习俗及表达哀伤的模式，许多都可以在法老陵墓的壁画找到呼应。埃及的阿拉伯语方言本身也包含许多承袭自古埃及语的词汇与语法，这些元素也通过科普特语传承，与阿拉伯语融合。

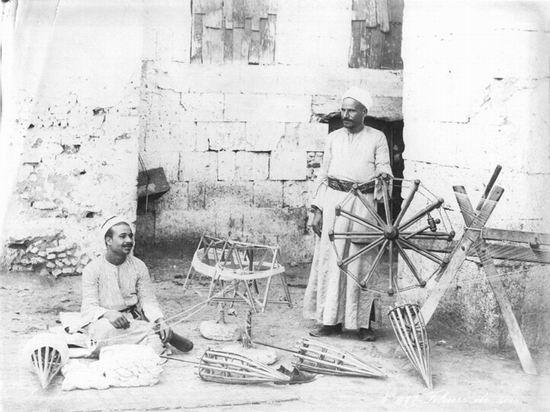
埃及丝织工，摄于19世纪80年代

从古埃及多神信仰，到基督教，再到伊斯兰教，埃及人的文化框架也从未被抹除，而是将传统信仰保留、融合、重构。象征母性与牺牲的女神伊西斯重新诠释为圣母玛利亚或赛义达·宰娜卜；古埃及的丧葬习俗在伊斯兰与基督教形式下延续。即使在破坏古文物的行为中，仍可见到古埃及逻辑的延续，例如毁坏眼睛和鼻子来“杀死”偶像。
历史上，外来统治者接替更换，埃及人的文化根基仍持续适应，也不曾消失。一些现代意识形态，如阿拉伯民族主义或伊斯兰原教旨主义，亦有试图割裂埃及与古文明史的联系。但这些浪潮总伴有民族文化复兴运动，号召回归古埃及美学与观念，如13至16世纪的马穆鲁克建筑或20世纪初的纳赫达运动。